# Енеа Наваріні
Енеа Наваріні (італ. Enea Navarini, 1 квітня 1885, Чезена - 22 березня 1977, Мерано) — італійський генерал.

## Біографія
Енеа Наваріні народився 1 квітня 1885 року в Чезені. Вступив до армії, у 1905 році отримав звання молодшого лейтенанта. У 1911 році навчався у Військовому коледжі в Неаполі, отримавши звання лейтенанта. Брав участь в  італійсько-турецькій війні у складі 93-го піхотного полку. У 1914 році повернувся до Італії, отримав звання капітана і був призначений у 18-й піхотний полк.

### Перша світова війна
Після вступу Італії у Першу світову війну 24 травня 1915 року Енеа Наваріні ніс службу у 123-му, 222-му і потім у 117-му піхотних полках. Був декілька разів поранений. Отримав звання майора, у 1918 році - лейтенант-полковника.
За участь у бойових діях Енеа Наваріні тричі був нагороджений срібною і двічі Бронзовою медалями «За військову доблесть», двома Хрестами «За військові заслуги» та  Орденом Святих Маврикія та Лазаря.

### Міжвоєнний період
Після закінчення війни Енеа Наваріні був членом Союзної комісії з плебісциту у Каринтії. До 1923 року командував I батальйоном 20-го піхотного полку. У 1927 році отримав звання полковника і призначений командувачем 81-го піхотного полку. Протягом 1932-1935 років керував Військовою школою у Римі.
У 1935 році отримав звання бригадного генерала. Призначений командувачем 17-ї піхотної бригади, з якою брав участь у другій італо-ефіопській війні, за що був нагороджений Савойським військовим орденом. 
У 1938 році повернувся в Італію і 30 червня того ж року отримав звання дивізійного генерала. У 1939 році був призначений командувачем 56-ї піхотної дивізії.

### Друга світова війна
Після вступу Італії у Другу світову війну 10 травня 1940 року Енеа Наваріні продовжував командувати дивізією. У 1941 році брав участь в італо-грецькій війні. Після закінчення війни у квітні 1941 року був переведений до Північної Африки, де очолив XXI-й армійський корпус.
В Африці Наваріні став одним із найдовіреніших помічників Ервіна Роммеля і деякий час очолював італійське військове командування у Північній Африці DELEASE (італ. Delegazione Africa Settentrionale). Брав участь у Першій битві за Ель-Аламейн. У жовтні 1942 року був переведений до Італії, але на прохання Роммеля його було повернуто до Африки, де Наваріні знову командував XXI корпусом. Після поразки італо-німецької армії він залишався командувачем уцілілих підрозділів свого армійського корпусу до перших місяців 1943 року, коли після неминучої втрати північноафриканського фронту він був евакуйований до Італії.
З 21 лютого 1943 року Енеа Наваріні був призначений командувачем 1-ї армії. З 28 лютого він повернувся до Риму в розпорядження військового міністерства, а з 15 березня командував XIX армійським корпусом у Больцано.
Під час вторгнення в Італію переїхав зі своїм командуванням до Неаполя, де забезпечував берегову оборону Кампанії, поки 2 вересня він не передав командування XIX армійським корпусом генералу Ріккардо Пентімаллі. 
Після капітуляції Італії Наваріні, скориставшись моментом заворушень, що виникли після перемир'я, зумів втекти та досягти Північної Італії, де приєднався до сил новонародженої армії Італійської соціальної республіки.
З 1944 року він став командиром Центру підготовки спеціальних підрозділів Італійської соціальної республіки. Після закінчення війни, у квітні 1945 року, він був підданий чистці з втратою посади та звання, але вже в тому ж році ці заходи були скасовані.
Помер у Мерано 22 березня 1977 року.

## Нагороди

### Італійські
- Срібна медаль «За військову доблесть» (4 нагородження)
- Бронзова медаль «За військову доблесть» (4 нагородження)
- Кавалер Савойського військового ордена
- Офіцер Савойського військового ордена
- Хрест «За військові заслуги» (2 нагородження)
- Кавалер Ордена Святих Маврикія та Лазаря
- Офіцер Ордена Святих Маврикія та Лазаря
- Командор Ордена Святих Маврикія та Лазаря
- Кавалер Ордена Корони Італії
- Офіцер Ордена Корони Італії
- Командор Ордена Корони Італії
- Великий офіцер Ордена Корони Італії
- Великий офіцер Колоніального ордена Зірки Італії
- Пам'ятна медаль італійсько-турецької війни 1911—1912
- Пам'ятна медаль Італо-австрійської війни 1915—1918 з чотирма зірками
- Медаль Перемоги
- Пам'ятна медаль на честь об'єднання Італії
- Пам'ятна медаль за операції в Східній Африці

### Іноземні
- - Великий офіцер Ордена Скандербега (Албанія)
- - Золотий хрест Німецького хреста (Німеччина)